# 寺町三丁目十一番地
寺町三丁目十一番地（てらまちさんちょうめじゅういちばんち）は渡辺茂男の児童文学作品である。1969年に福音館書店から単行本が発刊され、1976年には講談社文庫から文庫版が発刊された。いずれも挿画は太田大八が手掛けている。

## 作品解説
巻頭に「父に捧ぐ」と献辞があるこの作品は、著者の故郷である静岡市を舞台にした自伝的な物語である。献辞に続いて「これは昭和十年ごろの福っつあん一家の物語です。」とあるように、昭和初期にかつての城下町である静岡市寺町3丁目11番地で、写真屋「福地写真館」を経営していた「福っつあん」こと父・裕介を中心に、母・しげと八男三女の子供たち、住み込みのお手伝いと書生が暮らす日々が描かれている。また、昭和10年代が舞台となっている設定とは少々矛盾しているものの、1940年（昭和15年）1月15日に静岡市で実際に起こった静岡大火についても触れている。
福地家の大黒柱であり、天衣無縫な上に頑固一徹でありながらも気のいい裕介は昭和初期の良き父親像といえるキャラクターであり、大家族を支えるしげも懐かしさを感じさせるキャラクターである。そのような彼らと9人の子供たちとの交流の描写から、一世代前の時代の家族の結びつきの強さや重さを感じることのできる作品である。
後年、著者はこの作品について「12人の子どもたちを厳しく育てながら内にやさしさを秘め、ときにはおさえきれない愛情を無骨に表現した」父に対する追憶が書かせたものだと語っている。また、エレナー・エスティスの『元気なモファットきょうだい』で描かれたモファット家の物語が自身の子供時代と交叉し、小学校6年生になりきって心を弾ませながらこの作品を書いたとも語っている。
なお、著者はこの作品で1969年に厚生大臣賞を、1970年にサンケイ児童出版文化賞を、1980年にモービル児童文化賞を受賞した。

## テレビドラマ『満員御礼』
1972年2月12日から3月25日の間、この作品を原作としたテレビドラマ『満員御礼』が、NHK少年ドラマシリーズで全7回に渡って放映された。写真屋を経営している父と、母と9人の子供たちの生活が描かれた設定は原作と変わらないものの、舞台を放映当時の1970年代の東京の下町へ変更したのをはじめ、登場人物の名前や原作にはない物語の進行など、大幅な設定の変更があった。
本作を収録したマスターテープは他の番組制作に使い回されたため、NHKには公式の映像が残っていない。ただし、タイム・トラベラー最終回の後の予告編のみが現存している。

### キャスト
- 福田福一郎（父） - 桂小金治
- 福田すみ（母） - 中北千枝子
- 福田しげ子（長女） - 服部妙子
- 福田夏子（次女） - 岡本茉莉
- 福田誠一郎（長男） - 竹尾智晴
- 福田謙二（次男） - 柴崎敏
- 福田泰三（三男） - 武岡淳一
- 福田四郎（四男） - 山田政直
- 福田敬子（三女） - 藤田智美
- 福田節子（四女） - 野田ユカ
- 福田五郎（五男） - 土屋和彦
- 福田金二郎（父の弟） - 今西正男
- 福田昌子（金二郎の妻） - 稲葉まつ子

### 放送リスト
| 回 | タイトル           | 初回放送日     |
| -- | ------------------ | -------------- |
| 1  | 2+9                | 1972年02月12日 |
| 2  | ちびに気をつけろ！ | 1972年02月19日 |
| 3  | とびいり歓迎       | 1972年02月26日 |
| 4  | わが家の実力       | 1972年03月04日 |
| 5  | いなくなった娘     | 1972年03月11日 |
| 6  | 夢みるおやじ       | 1972年03月18日 |
| 7  | 2×9=18             | 1972年03月25日 |

### スタッフ
- 脚本 - 須藤出穂
- 音楽 - 宮崎尚志

| NHK総合 少年ドラマシリーズ | NHK総合 少年ドラマシリーズ | NHK総合 少年ドラマシリーズ |
| 前番組                     | 番組名                     | 次番組                     |
| -------------------------- | -------------------------- | -------------------------- |
| タイム・トラベラー         | 満員御礼                   | ミルナの座敷               |

## 注脚
1. ↑  かつて静岡市に実在していた町名だが、1945年に駿河町に編入され消滅した。2005年から葵区の一部。